# Romphaia
Die Romphaia (zu altgriechisch ρομφαία, auch Romphaea oder Rumpia genannt) war ein sichelartiges schweres und außergewöhnlich langes (bis über 2 m) Breitschwert der Thraker.

## Beschreibung
Die Romphaia hat eine nach innen gebogene Krümmung und ist auf der Innenseite oder beiden Seiten geschliffen. Es wurde ungefähr im Jahr 400 vor Christus erfunden und wurde beidhändig geführt. Es hatte vernichtende Wirkung, vor allem vom Pferd aus. Mit der Romphaia konnten die Thraker durch weit ausholende Bewegungen Köpfe und Arme ihrer Gegner abhacken und angeblich sogar Körper zweiteilen. Die Romphaia ähnelte der dakischen Falx.